# Jyoti Basu
Jyoti Basu, född 8 juli 1914 i Calcutta, död 17 januari 2010 i Kolkata (Calcutta), var en indisk kommunistisk politiker i Västbengalen. 
Basu var under många år medlem i politbyrån i  CPI (M), och var premiärminister (Chief Minister) i hemstaten 1977-2000, vilket gjorde honom till den indiska politiker som innehaft en sådan post längst.
Basu växte upp i en bengalisk medelklassfamilj, där fadern var domare. Han studerade vid filosofisk fakultet på Calcuttauniversitetet och reste sedan till England för att läsa juridik. I London kom han genom Bhupesh Gupta i kontakt med Brittiska kommunistpartiet. Han drogs sedan in i vänsterradikala cirklar i gruppen indiska studenter i England.
- 1940 återvände Basu till Indien och började arbeta heltid för Communist Party of India (CPI).
- 1944 börjar Basu arbeta inom fackföreningsvärlden för CPI. Han blev ordförande för det fackförbund som bildades genom sammanslagning av B.N. Railway Workers Union och B.D. Rail Road Workers Union.
- 1946 valdes Basu till Bengalens lagstiftande församling
- Vid partisöndringen 1964 blev Basu en av ledarna för CPI (M)
- 1967 och 1969 blev Basu biträdande premiärminister i Västbengalen i de koalitioner som bildades av United Front
- 1977 - 2000 var Basu premiärminister i Västbengalen i ledningen för Left Front.
- 2000 avgick han av hälsoskäl, 86 år gammal.
- Den 17 januari 2010 avled Basu efter en tids sjukdom.